# Arytera gracilipes
Arytera gracilipes är en kinesträdsväxtart som beskrevs av Ludwig Radlkofer. Arytera gracilipes ingår i släktet Arytera och familjen kinesträdsväxter. Inga underarter finns listade i Catalogue of Life.